# Jouy-le-Potier
Pour les articles homonymes, voir Jouy et Potier.
Jouy-le-Potier est une commune française située dans le département du Loiret en région Centre-Val de Loire.

## Géographie

### Localisation

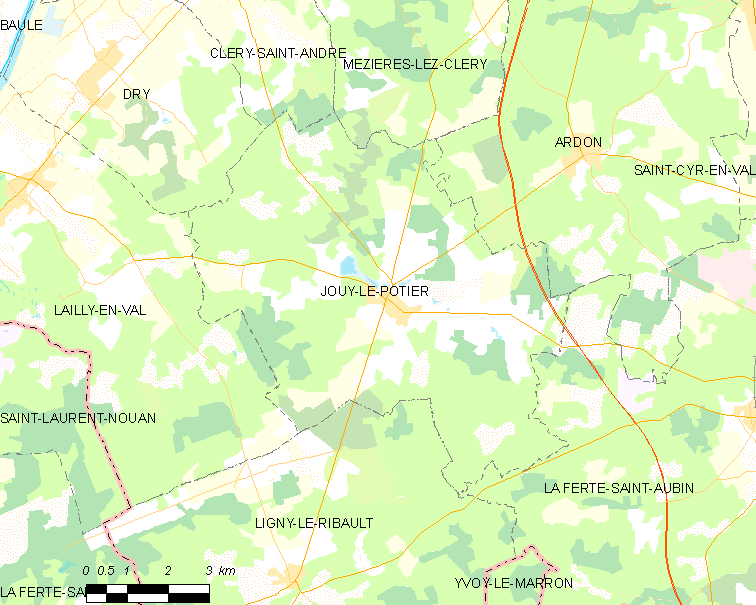
Carte de la commune de Jouy-le-Potier et des communes limitrophes

La commune de Jouy-le-Potier se trouve dans le quadrant sud-ouest du département du Loiret, dans la région agricole de la Sologne et l'aire urbaine d'Orléans. À vol d'oiseau, elle se situe à 18,8 km  d'Orléans, préfecture du département, et à 9,2 km de Cléry-Saint-André, ancien chef-lieu du canton dont dépendait la commune avant mars 2015. La commune fait partie du bassin de vie de La Ferté-Saint-Aubin dont elle est éloignée de 10,1 km.
Les communes les plus proches sont : Ardon (5,9 km), Ligny-le-Ribault (7,4 km), Mézières-lez-Cléry (7,9 km), Dry (9,1 km), Lailly-en-Val (9,1 km), Cléry-Saint-André (9,2 km), La Ferté-Saint-Aubin (10,1 km), Mareau-aux-Prés (11,1 km), Meung-sur-Loire (12,4 km) et Baule (12,5 km).

### Lieux-dits et écarts
Cendray ; Villefallier ; Les Charnais ; le petit Villefalier ; Montour.

### Géologie et relief

#### Géologie
La commune se situe dans le sud du Bassin parisien, le plus grand des trois bassins sédimentaires français. Cette vaste dépression, occupée dans le passé par des mers peu profondes et des lacs, a été comblée, au fur et à mesure que son socle s’affaissait, par des sables et des argiles, issus de l’érosion des reliefs alentours, ainsi que des calcaires d’origine biologique, formant ainsi une succession de couches géologiques.
Les couches affleurantes sur le territoire communal sont constituées de formations superficielles du Quaternaire et de roches sédimentaires datant du Cénozoïque, l'ère géologique la plus récente sur l'échelle des temps géologiques, débutant il y a 66 millions d'années. La formation la plus ancienne est des sables et argiles de Sologne remontant à l’époque Miocène de la période Néogène. La formation la plus récente est des alluvions récentes des lits mineurs remontant à l’époque Holocène de la période Quaternaire. Le descriptif de ces couches est détaillé dans  les feuilles « n°397 - Beaugency » et « n°398 - La Ferté-Saint-Aubin » de la carte géologique au 1/50 000ème du département du Loiret, et leurs notices associées,.

Carte géologique de la commune.

|  | Fz :   | alluvions récentes des lits mineurs, Holocène                                                     |
|  | FC :   | alluvions et colluvions du fond des vallées secondaires, Holocène                                 |
|  | Fy :   | alluvions récentes des levées et montilles de la Loire et des basses terrasses du Loing, Holocène |
|  | Fy-z : | alluvions récentes de basse terrasse, Holocène                                                    |
|  | FxS :  | alluvions de moyenne terrasse de Sologne, Pléistocène (Mindel), terrasse +10 m                    |
|  | Fw :   | alluvions de haute terrasse de la Loire, Pléistocène (Riss), terrasse +10 -15 m                   |
|  | Fvb :  | alluvions de haute terrasse, Pléistocène (Mindel), terrasse +20 m                                 |

|  | m3-p1SASo : | sables et argiles de Sologne, Langhien supérieur à Pliocène inférieur |

#### Relief
La superficie cadastrale de la commune publiée par l’Insee, qui sert de références dans toutes les statistiques, est de 50,4 km2,. La superficie géographique, issue de la BD Topo, composante du Référentiel à grande échelle produit par l'IGN, est quant à elle de 50,7 km2. Son relief est relativement plat puisque la dénivelée maximale atteint 25 mètres. L'altitude du territoire varie entre 94 m et 119 m.

### Climat
Pour des articles plus généraux, voir Climat du Centre-Val de Loire et Climat du Loiret.
En 2010, le climat de la commune est de type climat océanique dégradé des plaines du Centre et du Nord, selon une étude du CNRS s'appuyant sur une série de données couvrant la période 1971-2000. En 2020, Météo-France publie une typologie des climats de la France métropolitaine dans laquelle la commune est exposée à un climat océanique altéré et est dans la région climatique Moyenne vallée de la Loire, caractérisée par une bonne insolation (1 850 h/an) et un été peu pluvieux.
Pour la période 1971-2000, la température annuelle moyenne est de 11 °C, avec une amplitude thermique annuelle de 15,3 °C. Le cumul annuel moyen de précipitations est de 689 mm, avec 10,9 jours de précipitations en janvier et 7,1 jours en juillet. Pour la période 1991-2020, la température moyenne annuelle observée sur la station météorologique de Météo-France la plus proche, sur la commune de Ligny-le-Ribault à 7 km à vol d'oiseau, est de 11,6 °C et le cumul annuel moyen de précipitations est de 741,2 mm,. Pour l'avenir, les paramètres climatiques de la commune estimés pour 2050 selon différents scénarios d'émission de gaz à effet de serre sont consultables sur un site dédié publié par Météo-France en novembre 2022.

### Milieux naturels et biodiversité

#### Sites Natura 2000
Le réseau Natura 2000 est un réseau écologique européen de sites naturels d’intérêt écologique élaboré à partir des Directives «Habitats » et «Oiseaux ». Ce réseau est constitué de Zones Spéciales de Conservation (ZSC) et de Zones de Protection Spéciale (ZPS). Dans les zones de ce réseau, les États membres s'engagent à maintenir dans un état de conservation favorable les types d'habitats et d'espèces concernés, par le biais de mesures réglementaires, administratives ou contractuelles. L'objectif est de promouvoir une gestion adaptée des habitats tout en tenant compte des exigences économiques, sociales et culturelles, ainsi que des particularités régionales et locales de chaque État membre. les activités humaines ne sont pas interdites, dès lors que celles-ci ne remettent pas en cause significativement l’état de conservation favorable des habitats et des espèces concernés,. Deux sites Natura 2000 sont présents sur le territoire communal de Jouy-le-Potier : « Nord-ouest Sologne » et « Sologne »
Le site « Nord-ouest Sologne » a été désigné site d'importance communautaire par arrêté du 13 avril 2007 et est codé FR2400556. Il se situe dans la partie ouest de la commune. D'une superficie totale de 1 337 ha, concerne trois communes : Dry, Lailly-en-Val et Jouy-le-Potier. Le site regroupe un ensemble d'habitats typiques de la Sologne du nord et de l'ouest. On observe des boisements à chêne tauzin dont les stations sont en limite nord-est de répartition, des mares nombreuses pour partie oligotrophes, pour partie eutrophes, y compris des dépressions tourbeuses à hottonie des marais (protégée sur le plan régional), divers types de landes sèches dont des formations à lichens sur sables secs, des landes humides en particulier à bruyère quaternée et des boisements à chêne pédonculé sur molinie.
La « Sologne » a été désignée site d'importance communautaire par arrêté du 26 octobre 2009 et est codée FR2402001. Elle se localise dans la partie centre et sud de la commune et se superpose au site « Nord-ouest Sologne ». D'une superficie totale de 346 184 ha,elle constitue une vaste étendue émaillée d'étangs, située en totalité sur les formations sédimentaires du burdigalien. L'agriculture est en recul et on observe une fermeture des milieux naturels (landes). Plusieurs ensembles naturels de caractère différent se distinguent sur ce site :
- la Sologne des étangs ou Sologne centrale, qui recèle plus de la moitié des étangs de la région ; les sols sont un peu moins acides que dans le reste du pays ;
- la Sologne sèche ou Sologne du Cher, qui se caractérise par une plus grande proportion de landes sèches à bruyère cendrée, callune et Hélianthème faux-alysson ;
- la Sologne maraîchère, qui abrite encore une agriculture active et possède quelques grands étangs en milieu forestier ;
- la Sologne du Loiret, au nord, qui repose en partie sur des terrasses alluviales de la Loire issues du remaniement du soubassement burdigalien, ensemble auquel appartient la commune de Jouy-le-Potier.

#### Zones nationales d'intérêt écologique, faunistique et floristique

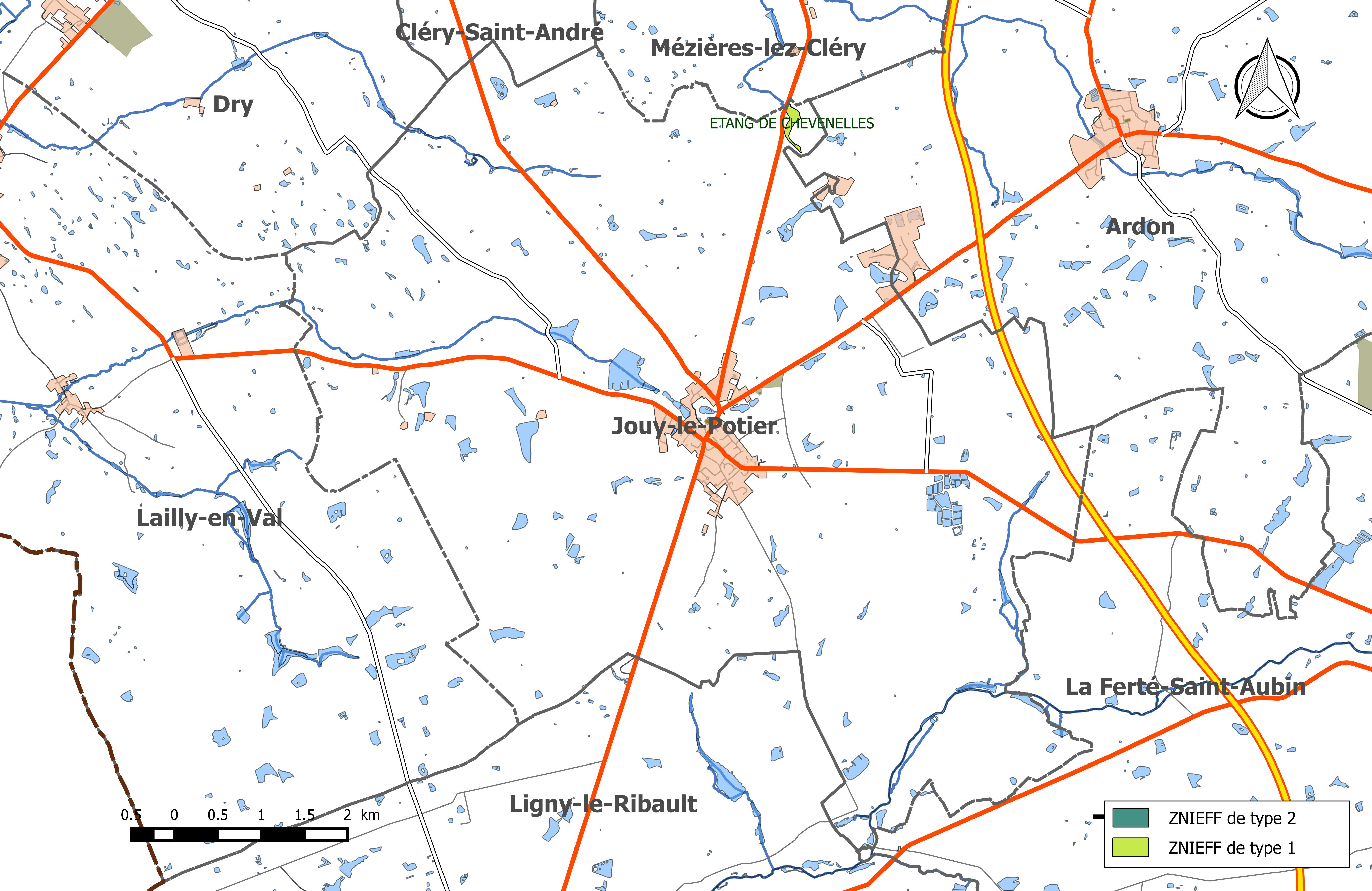
Carte des ZNIEFF de la commune et de ses abords.

L’inventaire des zones naturelles d'intérêt écologique, faunistique et floristique (ZNIEFF) a pour objectif de réaliser une couverture des zones les plus intéressantes sur le plan écologique, essentiellement dans la perspective d’améliorer la connaissance du patrimoine naturel national et de fournir aux différents décideurs un outil d’aide à la prise en compte de l’environnement dans l’aménagement du territoire. Le territoire communal de Jouy-le-Potier comprend une ZNIEFF.
- l'« Étang de Chevenelles », de type 1[Note 2] et d'une superficie de 3,85 hectares. L'étang de Chevenelles est situé à moins d'une dizaine de kilomètres au sud d'Orléans[DREAL 1]. Son altitude varie entre 106 et 106 m[INPN 4]. Cet étang présente une flore aquatique intéressante avec la présence de deux potamots peu communs, le potamot à feuilles capillaires[INPN 5] (Potamogeton trichoides) et le Potamot à feuilles de graminées[INPN 6] (Potamogeton gramineus). Ces espèces bien que régulières en Brenne le sont nettement moins en Sologne, où seulement une dizaine de communes les accueillent. L'étang présente aussi de belles étendues de gazons amphibies au sein desquels il est possible d'observer la jussie des marais (Ludwigia palustris) ou la renouée naine[INPN 7] (Polygonum minus)[INPN 8].

## Histoire
Une gare des tramways de Sologne exploitée par la compagnie des tramways du Loiret  a été située dans la commune.

### Héraldique
| Blason de Jouy-le-Potier | Les armes de Jouy-le-Potier se blasonnent ainsi : d'azur au chêne arraché englanté de sinople° et fûté de sable°, accosté de deux pots antiques au naturel, à la tierce ondée d'argent en pointe, au chef cousu de gueules chargé de deux poules d'eau affrontées aussi de sable° accostant un rencontre de cerf d'or brochant sur le trait du chef . * Il y a là non-respect de la règle de contrariété des couleurs : ces armes sont fautives ( Chêne et Poules d'eau: émail sur émail). |

## Urbanisme

### Typologie
Au 1er janvier 2024, Jouy-le-Potier est catégorisée commune rurale à habitat dispersé, selon la nouvelle grille communale de densité à sept niveaux définie par l'Insee en 2022.
Elle est située hors unité urbaine. Par ailleurs la commune fait partie de l'aire d'attraction d'Orléans, dont elle est une commune de la couronne,. Cette aire, qui regroupe 136 communes, est catégorisée dans les aires de 200 000 à moins de 700 000 habitants,.

### Occupation des sols
L'occupation des sols de la commune, telle qu'elle ressort de la base de données européenne d’occupation biophysique des sols Corine Land Cover (CLC), est marquée par l'importance des forêts et milieux semi-naturels (64,8 % en 2018), en augmentation par rapport à 1990 (58,7 %). La répartition détaillée en 2018 est la suivante : 
forêts (64,8 %), prairies (14,1 %), zones agricoles hétérogènes (10,6 %), terres arables (8 %), zones urbanisées (2 %), eaux continentales (0,5 %).
L'évolution de l’occupation des sols de la commune et de ses infrastructures peut être observée sur les différentes représentations cartographiques du territoire : la carte de Cassini (XVIIIe siècle), la carte d'état-major (1820-1866) et les cartes ou photos aériennes de l'IGN pour la période actuelle (1950 à aujourd'hui).

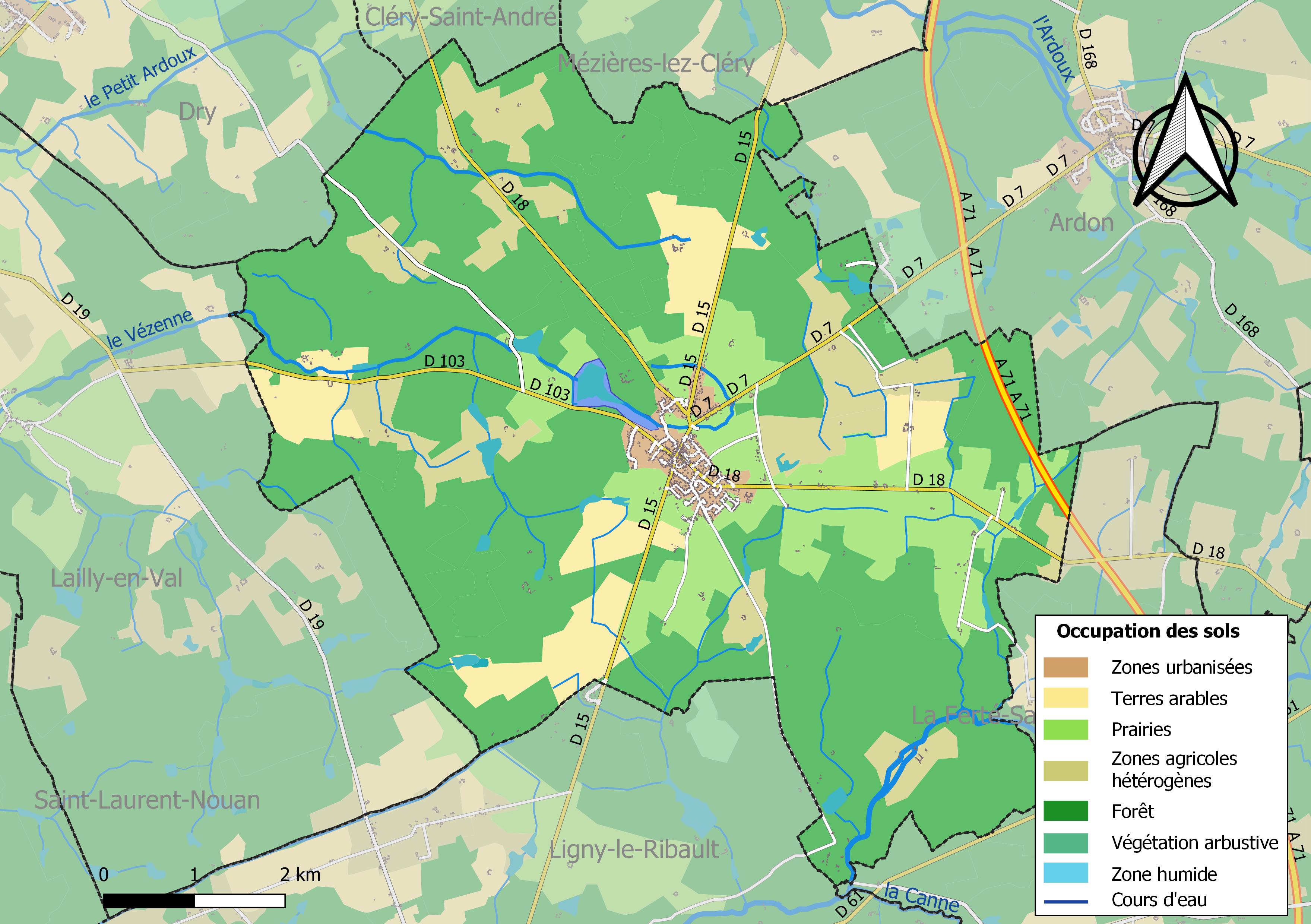
Carte des infrastructures et de l'occupation des sols de la commune en 2018 (CLC).
Carte orthophotographique de la commune en 2016.

### Planification

#### Plan local d'urbanisme
La commune prescrit l'élaboration d'un plan d'occupation des sols en janvier 1984. Le document est approuvé en février 1991 puis modifié à de multiples reprises et révisé en février 2005.
La loi relative à la solidarité et au renouvellement urbains du 13 décembre 2000, dite loi SRU, complétée par la loi urbanisme et habitat du 2 juillet 2003, marque une évolution de la planification urbaine en créant notamment les plans locaux d’urbanisme (PLU), vecteurs de projets de territoire, appelés à se substituer progressivement aux plans d’occupation des sols. Le PLU contient deux éléments nouveaux par rapport au POS : le plan d'aménagement et de développement durable (PADD), qui exprime le projet de la ville par des orientations générales en matière d'urbanisme, de développement, d'équipement et de préservation de l'environnement et les orientations d'aménagement et de programmation (OAP) qui correspondent à des zooms qui peuvent porter sur des quartiers ou secteurs à mettre en valeur, réhabiliter, restructurer ou aménager, ou sur l'aménagement d'un espace public, etc. Dans ce cadre le conseil municipal prescrit la révision du Plan
d’occupation des sols et sa transformation en plan local d'urbanisme le 7 septembre 2007. Après l'enquête publique qui se déroule en mai 2011, le document est approuvé le 9 décembre 2011,.

#### Documents d'orientations intercommunaux
La commune est membre du Pays Sologne Val-sud, qui regroupe 29 des communes de la Sologne du Loiret. Ce pays impose un certain nombre de contraintes, que les documents d’urbanisme doivent respecter en étant compatibles avec les documents d’orientations du Pays. Le pays a notamment élaboré une charte architecturale et paysagère en 2005.
En 2012 les Pays Forêt d'Orléans Val de Loire, Loire Beauce et Sologne Val Sud sont les seuls territoires du département du Loiret ne disposant pas de schéma de cohérence territoriale (SCoT). Compte tenu de l'intérêt de cet outil pour l'avenir des territoires, les élus de ces pays décident d'engager une démarche d'élaboration de SCOT. Le comité syndical du Pays Sologne Val Sud se prononce majoritairement en mars 2013 pour prendre la compétence SCoT dans ses statuts. Les quatre communautés de communes qui composent le Pays délibèrent en avril et mai 2013 pour confier l'élaboration, la gestion et le suivi du SCoT au Pays Sologne Val Sud. Les compétences sont modifiées en ce sens en juin 2013, le périmètre du SCoT est arrêté par le préfet le 10 octobre 2013. Après étude et concertation de 2014 à 2017, le document doit être approuvé en 2018.

### Voies de communication et transports

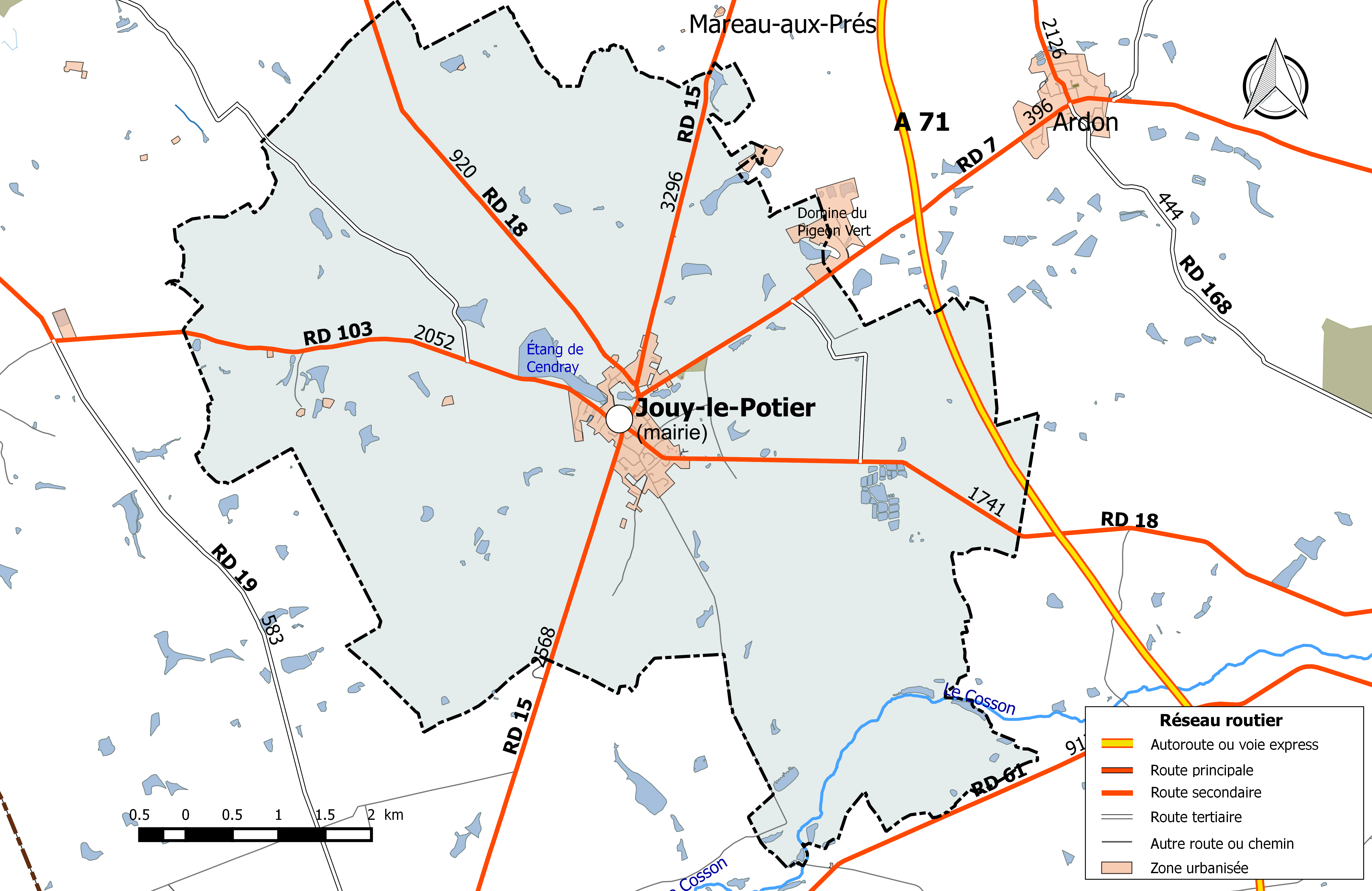
Réseau routier principal de la commune de Jouy-le-Potier (avec indication du trafic routier 2014).

#### Infrastructures routières
La commune est traversée par quatre routes départementales qui rayonnent à partir du bourg : deux routes à trafic modéré (les RD 15 et 103) et deux routes à faible trafic (les RD 18 et 7).
La RD 15, qui relie Olivet à Ligny-le-Ribault, supporte 3 296 véhicules/jour et la RD 103, qui relie le bourg à Lailly-en-Val, supporte 2 052 véhicules/jour. La RD 18 (920 véhicules/jour) relie Meung-sur-Loire à La Ferté-Saint-Aubin et la RD 7 (396 véhicules/jour) relie le bourg à Vienne-en-Val.
Complétant ces voies, la commune est sillonnée de plusieurs voies communales et chemins ruraux  desservant ses fermes et hameaux et les bourgs environnants.

#### Transports en commun
La commune est desservie par la ligne 19 de transports par autocar du réseau Rémi de La région Centre-val-de-Loire qui relie Saint-Laurent-Nouan - Lailly-en-Val à Orléans via Cléry-Saint-André. Cette ligne propose un nombre de dessertes variable en fonction des jours ouvrables de la semaine. Des correspondances SNCF sont assurées à la gare d'Orléans et TAO et Transbeauce à la Gare routière d'Orléans.

### Risques majeurs
La commune de Jouy-le-Potier est vulnérable à différents aléas naturels : climatiques (hiver exceptionnel ou canicule), mouvements de terrains ou sismique (sismicité très faible). Elle est également exposée à deux risques technologiques : le risque nucléaire et le risque de transport de matières dangereuses.
Entre 1989 et 2019, six arrêtés ministériels ayant porté reconnaissance de catastrophe naturelle ont été pris pour le territoire de la commune : trois pour des inondations et coulées de boues et trois pour des mouvements de terrains.

#### Risques naturels
Le territoire de la commune peut être concerné par un risque d'effondrement de cavités souterraines non connues. Une cartographie départementale de l'inventaire des cavités souterraines et des désordres de surface a été réalisée. Il a été recensé sur la commune plusieurs effondrements de cavités.
Par ailleurs le sol du territoire communal peut faire l'objet de mouvements de terrain liés à la sécheresse. Le phénomène de retrait-gonflement des argiles est la conséquence d'un changement d'humidité des sols argileux. Les argiles sont capables de fixer l'eau disponible mais aussi de la perdre en se rétractant en cas de sécheresse. Ce phénomène peut provoquer des dégâts très importants sur les constructions (fissures, déformations des ouvertures) pouvant rendre inhabitables certains locaux. Celui-ci a particulièrement affecté le Loiret après la canicule de l'été 2003. Une partie centre-ouest du territoire de la commune, dont le bourg, est soumise à un aléa « moyen » face à ce risque, selon l'échelle définie par le Bureau de recherches géologiques et minières (BRGM).
Depuis le 22 octobre 2010, la France dispose d’un nouveau zonage sismique divisant le territoire national en cinq zones de sismicité croissante. La commune, à l’instar de l’ensemble du département, est concernée par un risque très faible.

#### Risques technologiques
Dans le domaine des risques technologiques, une partie du territoire de la commune peut être concernée par le risque nucléaire. En cas d’accident grave, certaines installations nucléaires sont en effet susceptibles de rejeter dans l’atmosphère de l’iode radioactif. Or la commune se situe partiellement à l'intérieur du périmètre de 20 km du Plan particulier d'intervention de la centrale nucléaire de Saint-Laurent-des-Eaux. À ce titre les habitants de la commune, comme tous ceux résidant dans le périmètre proche de 20 km de la centrale ont bénéficié, à titre préventif, d'une distribution de comprimés d’iode stable dont l’ingestion avant rejet radioactif permet de pallier les effets sur la thyroïde d’une exposition à de l’iode radioactif. En cas d'incident ou d'accident nucléaire, des consignes de confinement ou d'évacuation peuvent être données et les habitants peuvent être amenés à ingérer, sur ordre du préfet, les comprimés en leur possession.
La commune est également exposée au risque de transport de matières dangereuses, en raison du passage sur son territoire d'un itinéraire routier structurant supportant un fort trafic (l'autoroute A71),.

## Politique et administration

### Découpage territorial

#### Bloc communal: Commune et intercommunalités
La paroisse de Joui acquiert le statut de municipalité avec le décret du 12 novembre 1789 de l'Assemblée Nationale puis celui de « commune », au sens de l'administration territoriale actuelle, par le décret de la Convention nationale du 10 brumaire an II (31 octobre 1793). Il faut toutefois attendre la loi du 5 avril 1884 sur l'organisation municipale pour qu'un régime juridique uniforme soit défini pour toutes les communes de France, point de départ de l’affirmation progressive des communes face au pouvoir central.
Aucun événement de restructuration majeure du territoire, de type suppression, cession ou réception de territoire, n'a affecté la commune depuis sa création.
La commune est membre de la Communauté de communes du Val d'Ardoux depuis sa création le 31 décembre 1998, une intercommunalité issue de la transformation en communauté de communes de l'ancien SIVOM de la région de Cléry-Saint-André, créé en décembre 1964.

#### Circonscriptions de rattachement
Sous l'Ancien Régime, à la veille des États généraux de 1789, la paroisse de Joui était rattachée sur le plan ecclésiastique à l'ancien diocèse d'Orléans, sur le plan judiciaire au bailliage d'Orléans, sur le plan militaire au gouvernement d'Orléans et sur le plan administratif à la généralité d'Orléans, élection d'Orléans,.
La loi du 22 décembre 1789 divise le pays en 83 départements découpés chacun en six à neuf districts eux-mêmes découpés en cantons regroupant des communes. Les districts, tout comme les départements, sont le siège d’une administration d’État et constituent à ce titre des circonscriptions administratives. La commune de Joui est alors incluse dans le canton de Lailli, le district de Beaugency et le département du Loiret.
La recherche d’un équilibre entre la volonté d’organiser une administration dont les cadres permettent l’exécution et le contrôle des lois d’une part, et la volonté d’accorder une certaine autonomie aux collectivités de base (paroisses, bourgs, villes) d’autre part, s’étale de 1789 à 1838. Les découpages territoriaux évoluent ensuite au gré des réformes visant à décentraliser ou recentraliser l'action de l'État. La régionalisation fonctionnelle des services de l'État (1945-1971) aboutit à la création de régions. L'acte I de la décentralisation de 1982-1983 constitue une étape importante en donnant l'autonomie aux collectivités territoriales, régions, départements et communes. L'acte II intervient en 2003-2006, puis l'acte III en 2012-2015.
Le tableau suivant présente les rattachements, au niveau infra-départemental, de la commune de Jouy-le-Potier aux différentes circonscriptions administratives et électorales ainsi que l'historique de l'évolution de leurs territoires.
| Circonscription             | Nom                  | Période   | Type                         | Évolution du découpage territorial |
| --------------------------- | -------------------- | --------- | ---------------------------- | --- |
| District                    | Beaugency            | 1790-1795 | Administrative               | La commune est rattachée au district de Beaugency de 1790 à 1795,. La Constitution du 5 fructidor an III, appliquée à partir de vendémiaire an IV (1795) supprime les districts, rouages administratifs liés à la Terreur, mais maintient les cantons qui acquièrent dès lors plus d'importance. |
| Canton                      | Lailli               | 1790-1801 | Administrative et électorale | Le 10 février 1790, la municipalité de Joui est rattachée au canton de Lailli,. Les cantons sont supprimés, en tant que découpage administratif, par une loi du 26 juin 1793, et ne conservent qu'un rôle électoral. Ils permettent l’élection des électeurs du second degré chargés de désigner les députés. Les cantons acquièrent une fonction administrative avec la disparition des districts en 1795. |
| Canton                      | La Ferté-Saint-Aubin | 1801-1820 | Administrative et électorale | Sous le Consulat, un redécoupage territorial visant à réduire le nombre de justices de paix ramène le nombre de cantons dans le Loiret de 59 à 31. Joui est alors rattachée par arrêté du 9 vendémiaire an X (30 septembre 1801) au canton de La-Ferté-Saint-Aubin, sous le nom de Jouy-le-Pothier,. |
| Canton                      | Notre-Dame-de-Cléry  | 1820-2015 | Administrative et électorale | En 1820, la commune est rattachée au canton de Notre-Dame-de-Cléry, un canton issu de la division de l'ancien canton de La-Ferté-Saint-Aubin. |
| Canton                      | Beaugency            | 2015-     | Électorale                   | La loi du 17 mai 2013 et ses décrets d'application publiés en février et mars 2014 introduisent un nouveau découpage territorial pour les élections départementales. La commune est alors rattachée au nouveau canton de Beaugency. Depuis cette réforme, plus aucun service de l'État n'exerce sa compétence sur un territoire s'appuyant sur le nouveau découpage cantonal. Le canton a disparu en tant que circonscription administrative de l'État ; il est désormais uniquement une circonscription électorale dédiée à l'élection d'un binôme de conseillers départementaux siégeant au conseil départemental. |
| Arrondissement              | Orléans              | 1801-     | Administrative               | Jouy-le-Pothier est rattachée à l'arrondissement d'Orléans depuis sa création en 1801,. |
| Circonscription législative | 1re circonscription  | 2010-     | Électorale                   | Lors du découpage législatif de 1986, le nombre de circonscriptions législatives passe dans le Loiret de 4 à 5. Un nouveau redécoupage intervient en 2010 avec la loi du 23 février 2010. En attribuant un siège de député « par tranche » de 125 000 habitants, le nombre de circonscriptions par département varie désormais de 1 à 21,. Dans le Loiret, le nombre de circonscriptions passe de cinq à six. La réforme n'affecte pas Jouy-le-Potier qui reste rattachée à la première circonscription. |

#### Collectivités de rattachement
La commune de Jouy-le-Potier est rattachée au département du Loiret et à la région Centre-Val de Loire, à la fois circonscriptions administratives de l'État et collectivités territoriales.

### Politique et administration municipales

#### Conseil municipal et maire
Depuis les élections municipales de 2014, le conseil municipal  de Jouy-le-Potier, commune de plus de 1 000 habitants, est élu au scrutin proportionnel de liste à deux tours (sans aucune modification possible de la liste), pour un mandat de six ans renouvelable. Il est composé de 15 membres. L'exécutif communal est constitué par le maire, élu par le conseil municipal, parmi ses membres, pour un mandat de six ans, c'est-à-dire pour la durée du mandat du conseil.
Trois familles ont donné au moins deux maires à la commune : la famille Thomas au XIXe siècle (avec Jean et François), durant une période de 16 ans ; la famille Garnon aux XIXe siècle et XXe siècle (avec Sylvain et Arthur), durant une période de 11 ans ; la famille De Basonniere aux XIXe siècle et XXe siècle (avec Eugène, Ernest et Henri), durant une période de 86 ans.
| Période                                  | Période  | Identité               | Étiquette | Qualité                             |
| ---------------------------------------- | -------- | ---------------------- | --------- | ----------------------------------- |
| 1790                                     | 1791     | Lambert                |           |                                     |
| 1791                                     | 1802     | Tierceau               |           |                                     |
| 1802                                     | 1805     | Robin                  |           |                                     |
| 1805                                     | 1815     | Jean Thomas            |           |                                     |
| 1815                                     | 1827     | François Delange       |           |                                     |
| 1827                                     | 1830     | Alphonse Morogues (de) |           |                                     |
| 1830                                     | 1836     | François Thomas        |           |                                     |
| 1836                                     | 1841     | Laurent Chevallier     |           |                                     |
| 1841                                     | 1848     | Eugène Basonniere (de) |           |                                     |
| 1848                                     | 1863     | Jacques Mousset        |           |                                     |
| 1863                                     | 1870     | Sylvain Garnon         |           |                                     |
| 1870                                     | 1908     | Ernest de Basonniere   |           |                                     |
| 1908                                     | 1912     | Arthur Garnon          |           |                                     |
| 1912                                     | 1953     | Henri de Basonniere    |           |                                     |
| 1953                                     | 1956     | Henri Herpeux          |           |                                     |
| 1956                                     | 1971     | Lucien Laudin          |           |                                     |
| 1971                                     | 1983     | Marcel Garnier         |           |                                     |
| 1983                                     | 1995     | Yves Hogrel            |           |                                     |
| 1995                                     | 2001     | Guy Boitel             |           |                                     |
| 2001                                     | En cours | Gilles Billiot,        |           | Agriculteur sur petite exploitation |
| Les données manquantes sont à compléter. |          |                        |           |                                     |

## Équipements et services

### Environnement

#### Production et distribution d'eau
Le service public d’eau potable est une compétence obligatoire des communes depuis l’adoption de la loi du 30 décembre 2006 sur l’eau et les milieux aquatiques. Au 31 décembre 2016, la production et la distribution de l'eau potable sur le territoire communal sont assurées par la commune elle-même.
La loi NOTRe du 7 août 2015 prévoit que le transfert des compétences « eau et assainissement » vers les communautés de communes sera obligatoire à compter du 1er janvier 2020. Le transfert d’une compétence entraîne de facto la mise à disposition gratuite de plein droit des biens, équipements et services publics utilisés, à la date du transfert, pour l'exercice de ces compétences et la substitution de la communauté dans les droits et obligations des communes,.

#### Assainissement
La compétence assainissement, qui recouvre obligatoirement la collecte, le transport et l’épuration des eaux usées, l’élimination des boues produites, ainsi que le contrôle des raccordements aux réseaux publics de collecte, est assurée par la commune elle-même.
La commune est raccordée à une station d'épuration située sur le territoire communal, mise en service le 1er janvier 1984 et dont la capacité nominale de traitement est de  1 250 EH, soit 300 m3/jour. Cet équipement utilise un procédé d'épuration de type lagunage naturel. Son exploitation est assurée par Jouy-le-Potier,.
L’assainissement non collectif (ANC) désigne les installations individuelles de traitement des eaux domestiques qui ne sont pas desservies par un réseau public de collecte des eaux usées et qui doivent en conséquence traiter elles-mêmes leurs eaux usées avant de les rejeter dans le milieu naturel. En 2017, la communauté de communes des Portes de Sologne assure le service public d'assainissement non collectif (SPANC), qui a pour mission de vérifier la bonne exécution des travaux de réalisation et de réhabilitation, ainsi que le bon fonctionnement et l’entretien des installations,.

## Démographie
L'évolution du nombre d'habitants est connue à travers les recensements de la population effectués dans la commune depuis 1793. Pour les communes de moins de 10 000 habitants, une enquête de recensement portant sur toute la population est réalisée tous les cinq ans, les populations de référence des années intermédiaires étant quant à elles estimées par interpolation ou extrapolation. Pour la commune, le premier recensement exhaustif entrant dans le cadre du nouveau dispositif a été réalisé en 2006.
En 2022, la commune comptait 1 631 habitants, en évolution de +20,55 % par rapport à 2016 (Loiret : +1,89 %, France hors Mayotte : +2,11 %).
| 1793 | 1800 | 1806 | 1821 | 1831 | 1836 | 1841 | 1846 | 1851 |
| ---- | ---- | ---- | ---- | ---- | ---- | ---- | ---- | ---- |
| 510  | 452  | 507  | 561  | 610  | 617  | 564  | 648  | 641  |

| 1856 | 1861 | 1866 | 1872 | 1876 | 1881 | 1886 | 1891 | 1896 |
| ---- | ---- | ---- | ---- | ---- | ---- | ---- | ---- | ---- |
| 688  | 700  | 744  | 776  | 782  | 764  | 807  | 823  | 870  |

| 1901 | 1906 | 1911 | 1921 | 1926 | 1931 | 1936 | 1946 | 1954 |
| ---- | ---- | ---- | ---- | ---- | ---- | ---- | ---- | ---- |
| 852  | 847  | 830  | 731  | 769  | 718  | 696  | 651  | 659  |

| 1962 | 1968 | 1975 | 1982 | 1990  | 1999  | 2006  | 2011  | 2016  |
| ---- | ---- | ---- | ---- | ----- | ----- | ----- | ----- | ----- |
| 630  | 551  | 638  | 856  | 1 187 | 1 325 | 1 351 | 1 316 | 1 353 |

| 2021  | 2022  | - | - | - | - | - | - | - |
| ----- | ----- | - | - | - | - | - | - | - |
| 1 567 | 1 631 | - | - | - | - | - | - | - |

## Enseignement
Jouy-le-Potier est situé dans l'académie d'Orléans-Tours et dans la circonscription d'Orléans sud-ouest. La commune possède une école maternelle et une école primaire (Les Raboliots).
Les élèves poursuivent leur scolarité au collège Jacques de Tristan à Cléry-Saint-André et au Lycée François Villon à Beaugency.

## Économie
Le marché se tient chaque mercredi matin, sur la place de l'Église.

## Culture locale et patrimoine

### Lieux et monuments
- Les vestiges d'une tuilerie et son four à brique du XIXe siècle au lieu-dit Cendray[A 1]
- L’église Saint-Pierre inscrite depuis 1935 à l'inventaire des monuments historiques[A 2] dont le porche roman du XIIe siècle est surmonté d'une petite tête à l'effigie de Jupiter[99]. Elle contient plusieurs œuvres (tableaux, plaques funéraires ou commémoratives, fonts baptismaux) classés Monuments historiques à titre d'objet ;
- Le château du Lude inscrit le 19 novembre 2002 à l'inventaire des Monuments historiques[A 3] ;
- Les châteaux de Villefallier  édifié de 1875 à 1879 selon les plans de l'architecte Jules de La Morandière[A 4] ; de Vignelle datant de 1885[A 5] ; de Montour du XIXe siècle[A 6] ; de Cendray du XVIIIe siècle restauré en 1853[A 7] ;
- Une croix monumentale du  XIXe siècle[A 8] ;
- La grange aux Dîmes du  XVIIIe siècle[A 9].
- Le château de Montour, propriété privée, construit au XIXe siècle et remplaçant un édifice détruit par un incendie en 1890[100].

## Personnalités liées à la commune
- Le graveur et sculpteur français Maurice Bastide du Lude (1870-1960) qui forma Jeanne Champillou à l'eau-forte.
- Le chanteur et compositeur français William Sheller, né en 1946, réside et a enregistré plusieurs albums dans la commune[101].
- L'artiste Huguette Sainson (1929-2011), dessinatrice et peintre, est née à Jouy-le-Potier. Elle était notamment spécialisée dans le dessin des timbres-poste.